# Família Borghese

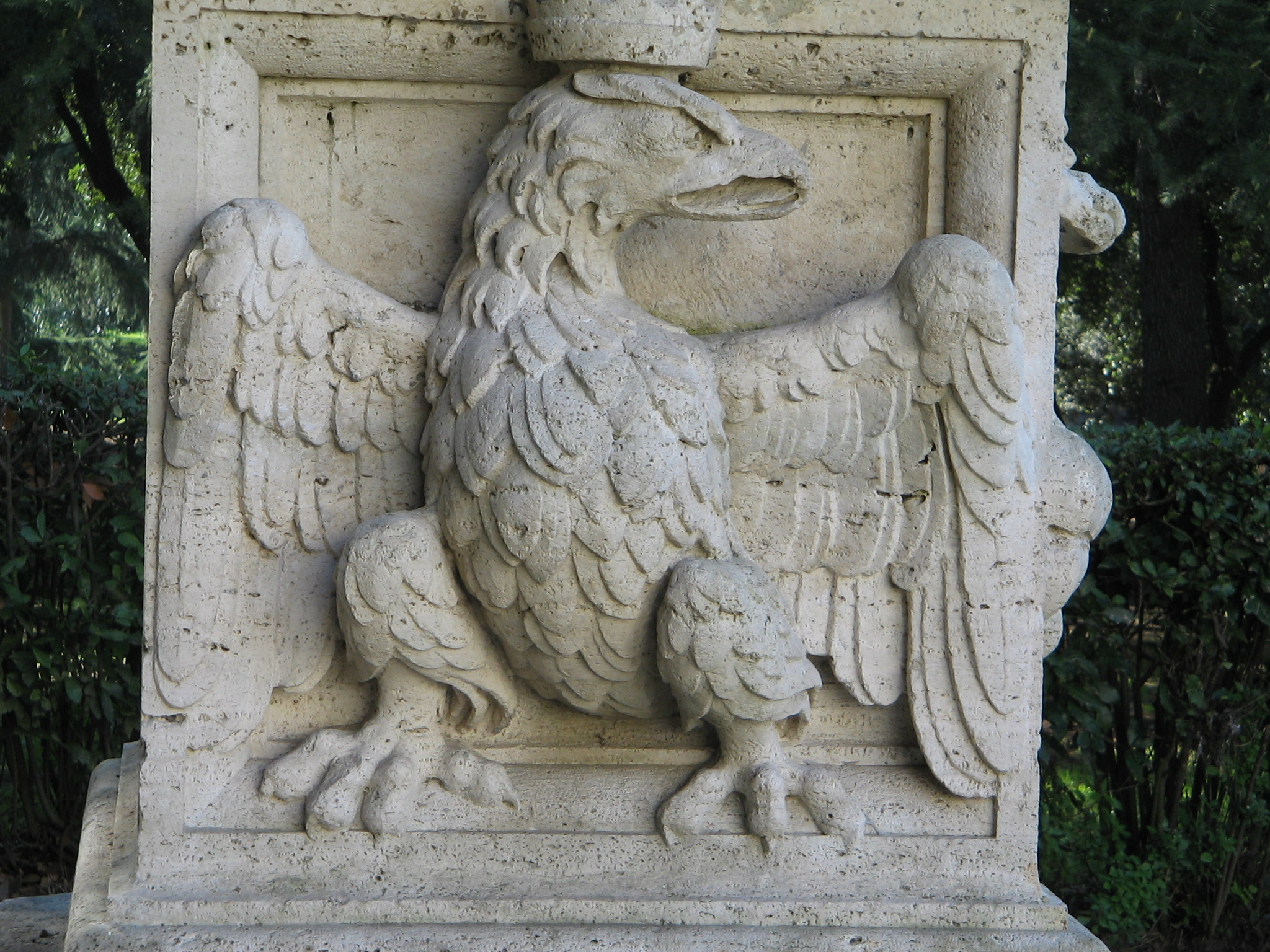
Escut de la Família Borghese.

Escut de la familia Borghese, creat al s.XIV fins als nostres dies.

Els Borghese són una família noble italiana originària de Siena, que va tenir durant molts segles una gran importància en la història política i religiosa de Roma.

## Història dels Borghese (o Borghesi) de Siena
El fundador de la dinastia (de la branca femenina) va ser un mercader sienés de llana que va viure al segle xiii, Tiezzo da Monticiano, el net del qual de nom Borghese va donar després nom al casal. Entre altres importants membres, a part del papa Paulo V i diversos cardenals, destaquen:.
- Agostino (1390-1462), va ser un valorós combatent de les guerres entre Siena i Florència, nomenat comte palatí pel papa Pío II i comte del Sacre Imperi Romanogermànic per l'emperador Segimon de Luxemburg
- Niccolò (1432-1500), literat, filòsof i important polític de la República de Siena pertanyent al Monte dei Nove.
- Pietro (1469-1527), nomenat senador de Roma pel papa León X, va ser assassinat en les lluites dels Cofani.
- Marcantonio I (1504-1574), polític i advocat al servei papal.

## Els Borghese de Roma

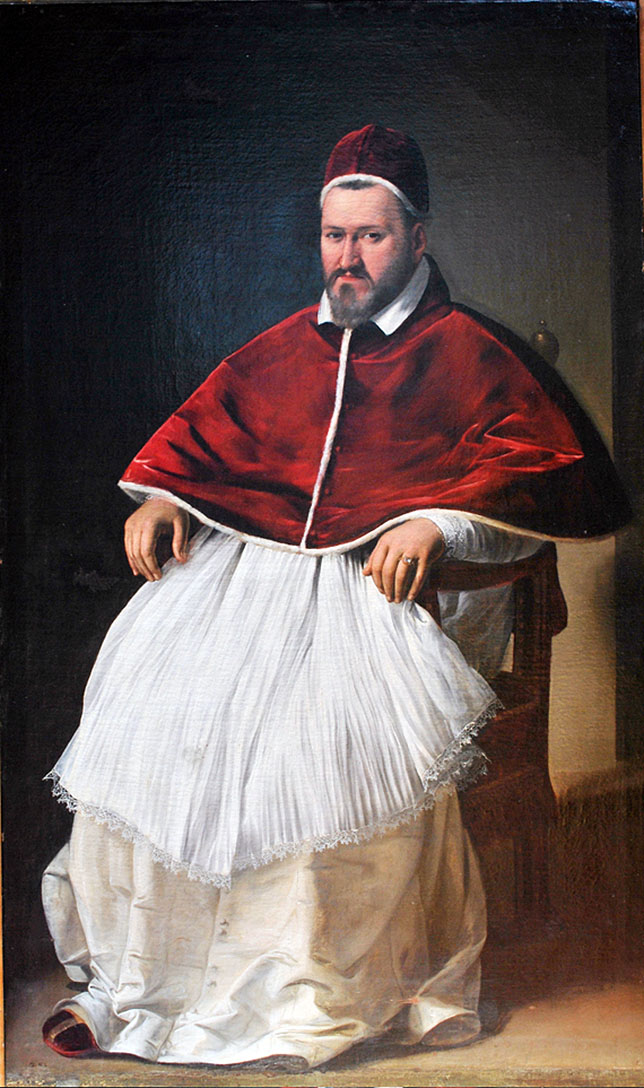
Camillo Borghese, papa Paulo V.

El 1541 Marcantonio I es va traslladar a Roma. L'ascens de la família sienesa dins la societat romana va ser ràpid. El 1605, Camillo, fill de Marcantonio va ser triat papa amb el nom de Paulo V.
Paulo V va fer nomenar al seu germà Francesco (1556-1620), duc de Rignano, general de l'exèrcit pontifici; al seu altre germà Giambattista (1554-1609), governador de Borgo i castellà del Castell de Sant'Angelo; i al seu nebot Scipione Caffarelli Borghese (1576-1633), fill de la seva germana Ortensia, cardenal.
Scipione va ser adoptat pel seu oncle Paulo V i va ser llavors quan va adoptar el nom de Scipione Borghese. Va ser un gran mecenes de les arts, protector de Bernini i artífex de la construcció de la Villa Borghese i de la col·lecció d'obres que constitueixen l'origen d'una important pinacoteca que avui constitueix l'anomenada Galeria Borghese.
Marcantonio II (1598-1658), fill de Giambattista, gràcies a la influència del seu oncle Paulo V, va ser nomenat pel rei Felipe III d'Espanya, príncep de Sulmona i gran d'Espanya. Es va casar el 1619 amb Camilla Orsini convertint-se en hereu universal de la família. El seu fill Paolo (1624-1646) es va casar amb Olimpia Aldobrandini, princesa de Rossano, que va transmetre el títol al seu fill Marcantonio III (1660-1729), que va ser Virrei de Nàpols.

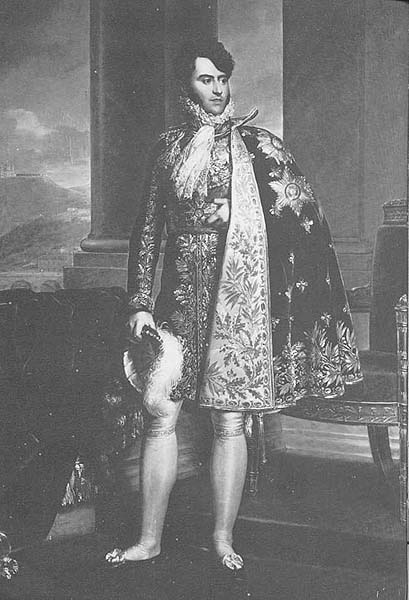
Camillo Filippo Ludovico Borghese.

Marcantonio IV (1730-1800), príncep de Sulmona i de Rossano, va ser senador de la República Romana. El seu fill Camillo Filippo Ludovico (1775-1832) es va enrolar en l'exèrcit napoleònic i en va esdevenir general. Es va casar el 1803 amb la germana de Napoleó, Paulina Bonaparte, que havia quedat vídua del general Leclerc. Camillo va ser nomenat duc de Guastalla el 1806, i governador del Piemont (1807-1814). Després de la caiguda de Napoleó, es va separar de la seva dona i es va retirar de la vida pública a Florència.
El segón fill de Marcantonio IV, Francesco príncep Aldobrandini (1776-1839), va ser també general de Napoleò, i va heretar el patrimoni de Camillo, ja que aquest no va tenir fills.
El príncep Scipione Borghese (1871-1927) va ser industrial i esportista. És recordat per haver efectuat el 1907 el ral·li automobilístic Pequín-París al costat del periodista Luigi Barzini i el seu xofer de confiança i mecànic Ettore Guizzardi (1881-1963).
Junio Valerio Borghese (1906-1974), oficial de marina, condecorat amb la medalla d'or al valor militar, va fundar el 1967 l'organització d'extrema dreta Fronte Nazionale. Es va refugiar a Espanya el 1970 després de les acusacions d'haver intentat un cop d'estat (conegut com a "cop Borghese").
El seu actual cap de la família és S.Excel·lència don Scipione principe Borghese 14è príncep de Sulmona, 15è de Rossano, de Montecompatri, de Vivaro Romano, etcètera, nascut el 19 de novembre de 1970
La branques de la família Borghese actuals són:
- Borghese.
- Borghese-Aldobrandini.
- Borghese-Salviati.
- Borghese-Torlonia.

que descendeixen respectivament dels tres fills de Francesco: Marcantonio V, Camillo i Scipione, i del net de Giulio (1847-1914), casat aquest últim amb Anna Maria Torlonia.

## Papa
- Papa Pau V (1605-1621)

## Cardenals
- Camillo Borghese (1552-1621) cardenal des de (1596), després papa Paulo V
- Scipione Borghese (1576-1633), nascut Caffarelli, cardenal des de (1605)[2]
- Pietro Maria (1599-1642), cardenal des de (1624)
- Francesco Scipione Maria Borghese (1697-1759), cardenal des de (1729)